# Сварычев
Свары́чев (укр. Сваричів) — село в Рожнятовской поселковой общине Калушского района Ивано-Франковской области Украины.
Население по переписи 2001 года составляло 5039 человек. Население по данным 2012 года составляло 4845 человек. Занимает площадь 28,189 км². Почтовый индекс — 77605. Телефонный код — 0-3474.